# マリアニスト家族
マリアニスト家族（マリアニストかぞく、英語: The Marianist Family）はフランス革命時代の迫害を受けたギヨーム・ジョゼフ・シャミナードおよびその協力者アデル・ド・トランケレオンの働きに起源を持つ、カトリックの修道会および在俗組織の集合体である。

## 概要
マリアニスト家族は4つの要素で構成されている。
1. マリア会 - 男子修道会
2. 汚れなきマリア修道会 - 女子修道会
3. アリアンス・マリアル (Alliance Mariale) - 女子在俗者会
4. 信徒マリアニスト共同体  (Marianist Lay Communities)

日本では、1887年にマリア会の会員が横浜に初めて上陸して、マリアニスト家族の第一歩が記されている。その後はこの会によって修道院、教会、暁星学園などの教育機関の設立などが行われてきた。